# شاهکارهای آرسن لوپن
شاهکارهای آرسن لوپن (فرانسوی: Les Exploits d'Arsène Lupin‎) یا نقاب شب (انگلیسی: Night Hood) یک سریال پویانمایی فرانسوی-کانادایی با الهام از رمان‌های آرسن لوپن نوشته موریس لوبلان است. این مجموعه در سال ۱۹۹۶ میلادی از شبکه‌های کانال+ و وای‌تی‌وی پخش شد. صدای و سیمای ایران در هنگام پخش نام مجموعه و شخصیت اصلی داستان را به آلن لیون تغییر داد.

## خلاصه
داستان در دهه ۱۹۳۰ میلادی اتفاق می‌افتد. آرسن لوپن، قهرمان مجموعه یک دزد نجیب‌زاده است که تنها در راستای اهداف مثبت قدم برمی‌دارد. با این حال، پلیس خواهان دستگیری او است و دو مامور پلیس به نام‌های بازرس گانیمار و گروهبان فولانفان، اغلب به دنبال او هستند. در این مسیر دستیار آرسن لوپن، گرونیار، یک زن روزنامه‌نگار به نام کلی کینکی و دستیار او مکس لوبلان به لوپن کمک می‌کنند. دشمن اصلی لوپن صنعتگر و اسلحه‌ساز ثروتمند هاش. ار. کارست است.‌ دستیاران او مردی قدرتمند به نام استیل و زنی‌ خطرناک به نام می‌هم هستند. 